# 프리슈티나 대학교
프리슈티나 대학교(알바니아어: Universiteti i Prishtinës; 영어: University of Pristina)는 코소보의 프리슈티나에 위치한 공립 대학교이다.

## 같이 보기
- 프리슈티나
- 프리슈티나 대학교 (북미트로비차)
- 프리슈티나 대학교 (1969–1999)
- 북미트로비차
- 숭실대학교